# Adenocarpus telonensis
Adenocarpus telonensis là một loài thực vật có hoa trong họ Đậu. Loài này được (Loisel.) DC. miêu tả khoa học đầu tiên.